# 香港浸會大學附屬學校王錦輝中小學
香港浸會大學附屬學校王錦輝中小學（簡稱：HKBUAS、HKBU WKFS、HKBUAS WKFS&P、A-School）位於沙田區的直資學校，是全港首間大學附屬「一條龍」中小學。
1990年代，香港浸會大學開始構思和籌劃成立一所提供十二年中小學連貫課程的學校。2001年8月，浸大前校長謝志偉代表浸大與王錦輝簽署協定，接受金城營造王錦輝慈善教育基金會捐出款項作購置學校傢具與設備之用，並將學校命名為「王錦輝中小學」，以感謝他的捐助。奠基典禮於2004年12月13日舉行。2006年，學校校舍正式落成，首批學生在同年九月開始上課。

## 學校設施
學校總面積約一萬二千平方米，與中小學相連，鄰近港鐵屯馬綫石門站。
- 中央圖書館
- 圖書學習中心（小學部）
- 禮堂（中小學部共用）
- 演講廳（中小學部共用）
- 玻璃天幕中庭廣場（中小學部各一個)
- 露天廣場
- 空中花園（中小學部各一個）
- 藝術廊（位於王廖惠文大樓）
- 舞蹈室
- 乒乓球室
- 多用途室
- 百草園
- 籃球場（小學操場及於王廖惠文大樓）
- 田徑跑道（小學部操場及於王廖惠文大樓）
- 攀石牆（ 中學部和小學部各一個)
- 健身中心（位於王廖惠文大樓）
- 室內運動場（位於王廖惠文大樓）
- 美術室暨展覽館（位於王廖惠文大樓）
- 黑盒劇場（位於王廖惠文大樓）

2013年，學校宣佈興建一座綜合大樓（名為王廖惠文大樓），大樓選址為中學部原有的兩個籃球場，並於2016年年初啟用。

## 爭議事件

### 政治審查
在反修例期間，學生質疑學校有政治審查成份，包括學校嚴禁學生佩戴黑色及黃色口罩，違規者有機會被記缺點；更在學校年刊某中學班級相片以模糊照片背景的抗爭運動吉祥物「Pepe the frog」壁報；學校更加指明校規規管範圍包括校外同埋網上行為。
有同學指出，校方起初並無明言禁止學生參與反修例相關活動。但是自有高年級同學自發在課室內製作連儂牆及張貼文宣，就被校方高層要求拆除。另外，校方亦多次勸阻同學在校園內聚集唱《願榮光歸香港》及叫口號等。而校規更未有訂立口罩指引，規定學生只可以戴上校方定義為「普通顏色」的口罩。
校方回應指並無對校規作任何修訂，只是如果發現學生在網上作出欺凌等不當行為，就會按既定訓輔機制跟進。至於口罩方面，校方稱為配合學校一貫純樸服飾儀容原則，建議教職員及學生佩戴淨淺色的外科口罩，有需要亦可以在校務處索取，亦強調校刊、校規同防疫安排都屬於校內事務。

### 檢測爭議
有消息人士在2021年2月9號向《立場新聞》透露，香港浸會大學附屬學校王錦輝中小學要求全校教職員每兩星期定期接受檢測，期望3月1號可以全面復課，而事前完全無諮詢老師意見。校方回應時並無否認相關安排，但稱沒有收到反對意見。教協副會長葉建源認為因教職員只係佔學校人口比例相當小，措施作用微乎其微，如只要求老師檢測是不能處理問題。

## 外部連結
- 學校網站 （页面存档备份，存于）
- HKBUAS中學概覽（页面存档备份，存于）
- HKBUAS小學概覽（页面存档备份，存于）